# Polyporus arcularius
Polyporus arcularius är en svampart som först beskrevs av August Johann Georg Karl Batsch, och fick sitt nu gällande namn av Elias Fries 1821. Polyporus arcularius ingår i släktet Polyporus och familjen Polyporaceae.  Arten är reproducerande i Sverige. Inga underarter finns listade i Catalogue of Life.

## Källor

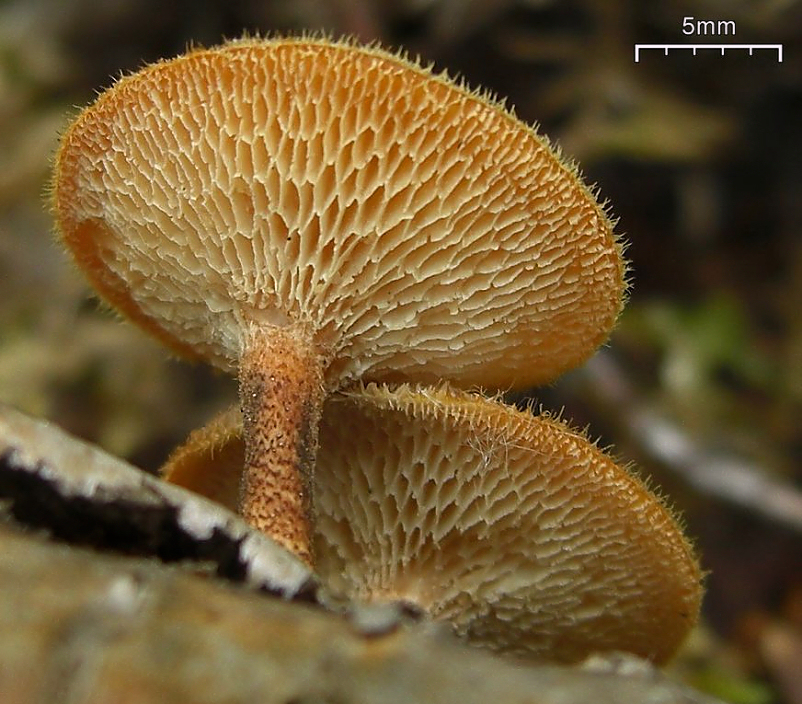
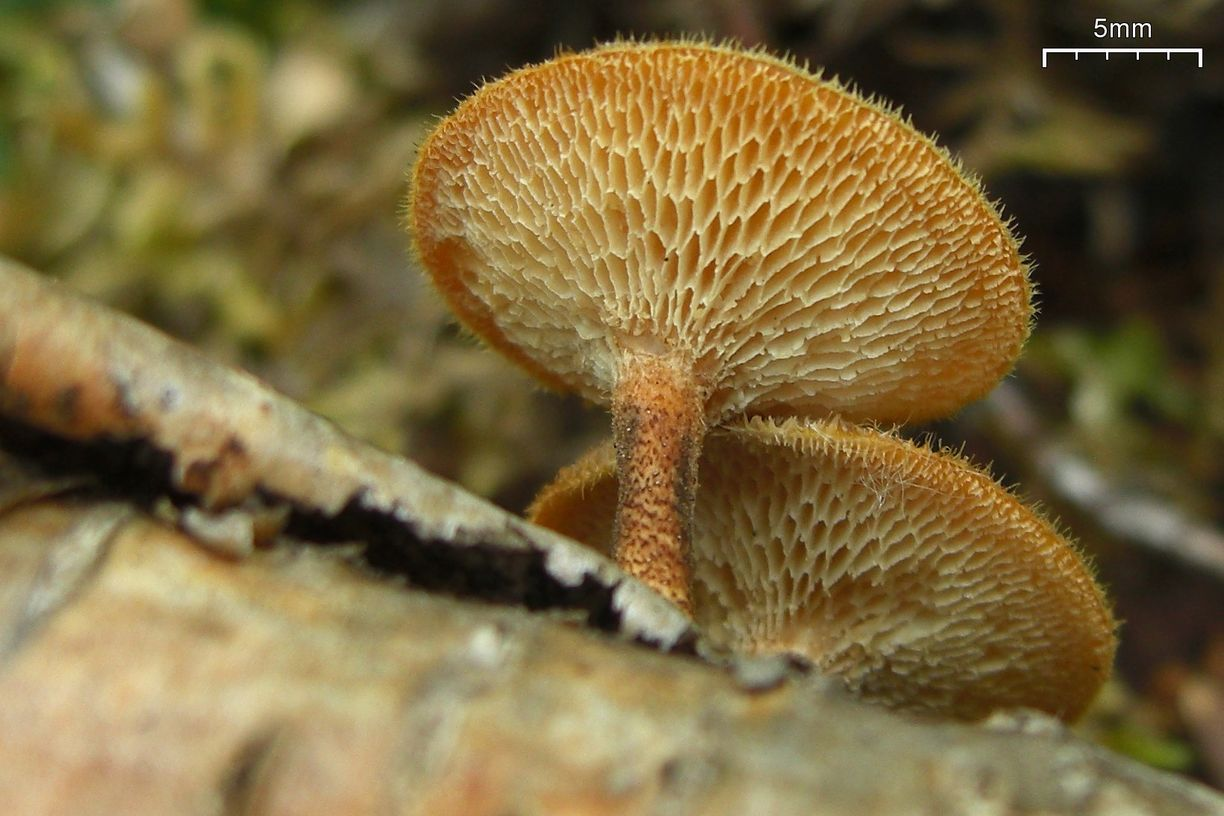
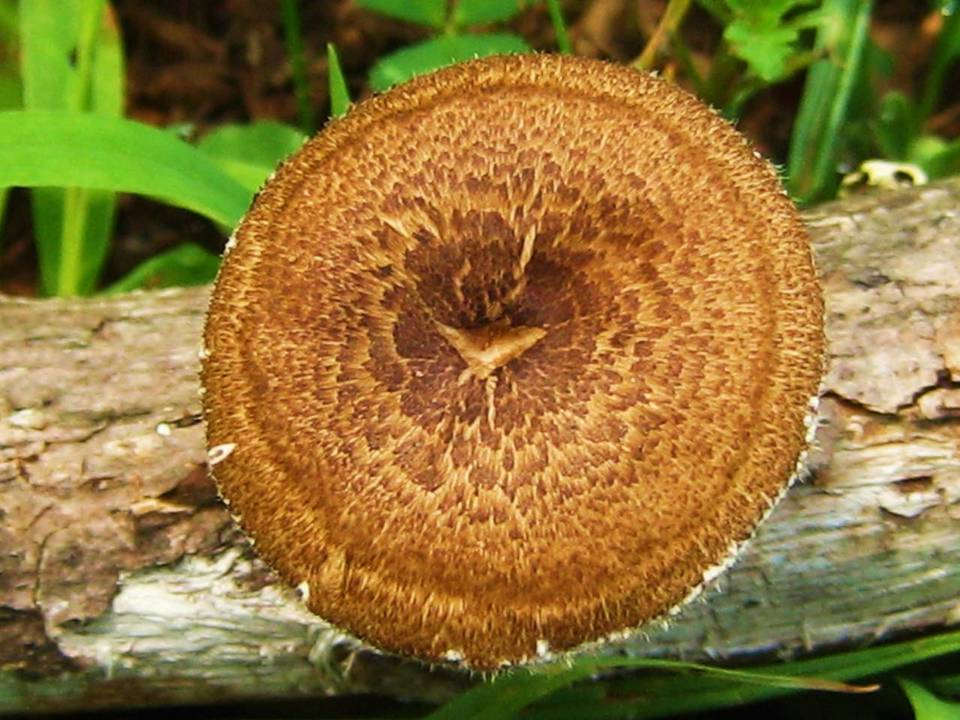
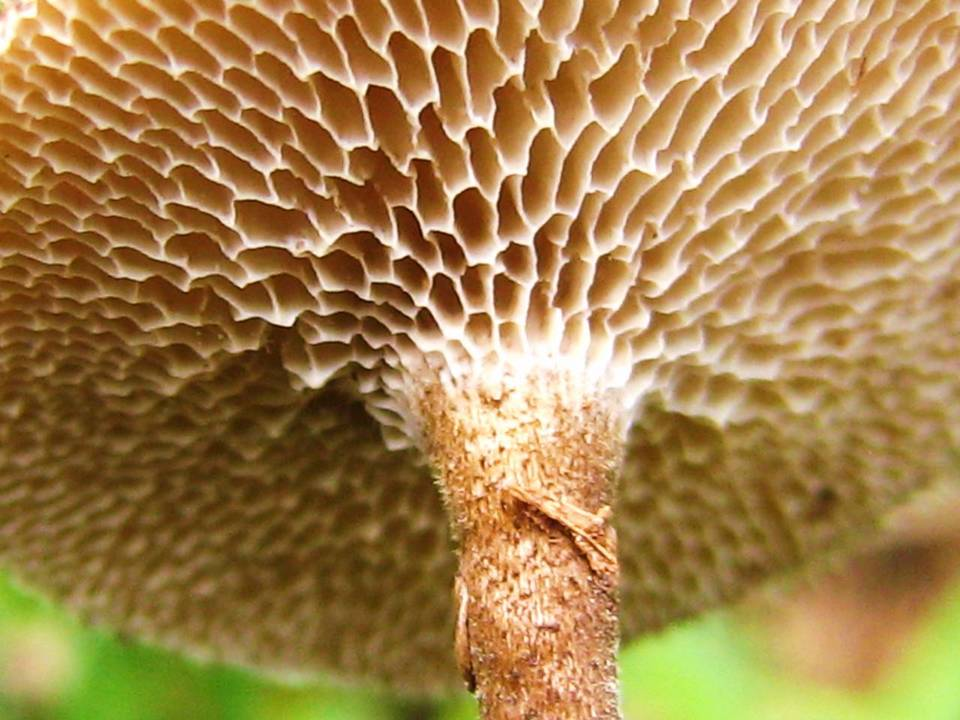